# Martin B-26 Marauder
Мартин B-26 «Мародер» — американский двухмоторный средний бомбардировщик времён Второй мировой войны.

## История
Проект самолёта Мартин 179, разработанный под руководством Пейтона М. Мэгрудера, был представлен армейской комиссии 5 июля 1939 года. Два месяца спустя поступил заказ на 1100 самолётов. Первый серийный В-26 поднялся в воздух 25 ноября 1940 года.
Версия В-26В отличалась усиленной бронезащитой и улучшенным вооружением, а у самолётов более поздних выпусков был увеличен размах крыла. Таким образом попытались уменьшить посадочную скорость, однако эта мера была не очень эффективной из-за увеличения общей массы самолёта.
Последующие варианты, В-26F и В-26G, имели увеличенный на 3,5° угол атаки крыла для улучшения взлётно-посадочных характеристик. Всего было выпущено 5157 самолётов «Мародёр».
Всего на заводе «Мартин» в Балтиморе было построено 1883 самолёта В-26В, а 1235 В-26С было выпущено в Омахе (штат Небраска).
Из-за большой удельной нагрузки на крыло, недоведённого механизма изменения шага винта и не соответствующей первоначальному проекту развесовки (верхнефюзеляжная турель не была готова) пилотирование ранних B-26 было сложным делом для обучающихся пилотов. После серии катастроф появилось знаменитое выражение «Каждый день в заливе Тампа тонет самолёт» («One a day in Tampa Bay»; возле залива Тампа располагался военный аэродром Макдилл, где происходила подготовка экипажей «Мародёров»), и лётчики прозвали самолёт «летающим гробом» и «вдоводелом». Сенатор Гарри Трумэн пытался остановить серийное производство B-26.
Последний полётопригодный B-26 потерпел катастрофу в 1995 году.

## Производство
|       | 1     | 2     | 3     | 4     | 5     | 6     | 7     | 8     | 9     | 10    | 11    | 12    | Всего |
| ----- | ----- | ----- | ----- | ----- | ----- | ----- | ----- | ----- | ----- | ----- | ----- | ----- | ----- |
| 1941  |       | 4     | 10    | 22    | 30    | 33    | 30    | 43    | 26    | 8     | 8     | 49    | 263   |
| 1942  | 1     | 17    | 49    | 9     | 70    | 82    | 75    | 119   | 95    | 44    | 135   | 107   | 803   |
| 1943  | 93    | 138   | 190   | 210   | 230   | 245   | 185   | 245   | 195   | 183   | 230   | 220   | 2364  |
| 1944  | 210   | 203   | 190   | 161   | 120   | 120   | 120   | 100   | 75    | 82    | 92    | 78    | 1551  |
| 1945  | 67    | 58    | 47    | 4     |       |       |       |       |       |       |       |       | 176   |
| Всего | Всего | Всего | Всего | Всего | Всего | Всего | Всего | Всего | Всего | Всего | Всего | Всего | 5157  |

## Эксплуатация

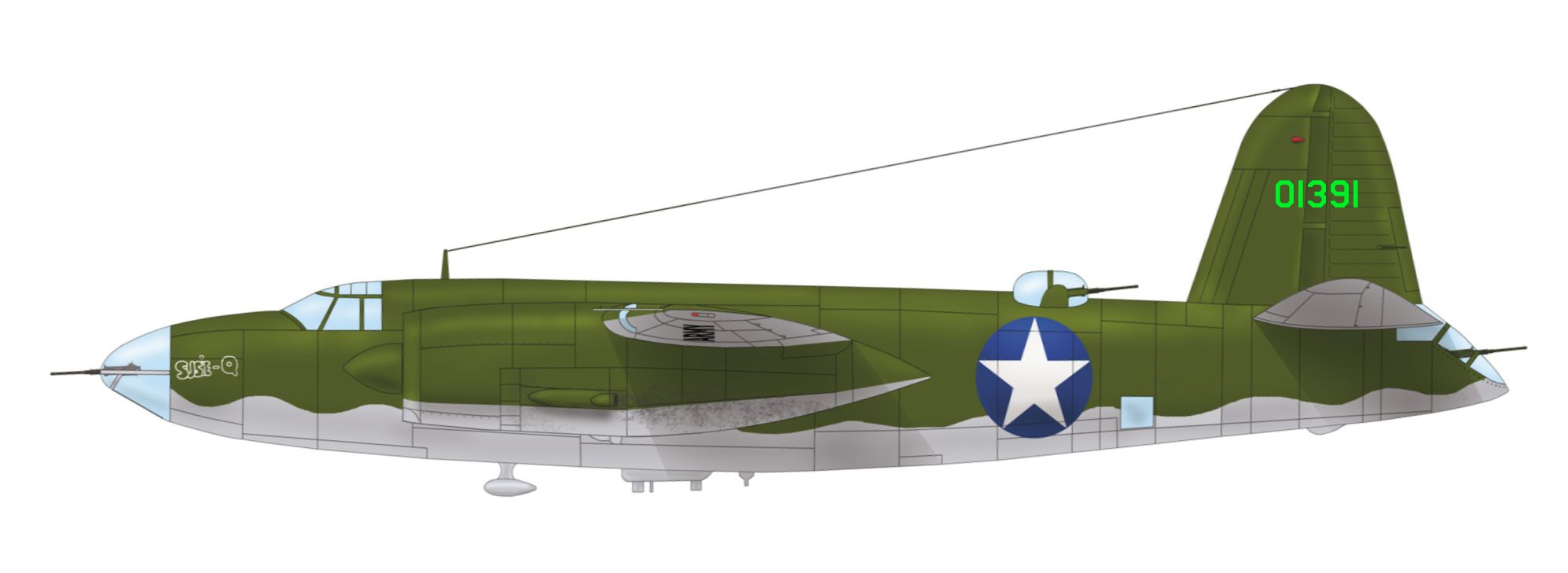
Martin B-26-MA Marauder «Susie-Q», 18th Reconnaissance Squadron, 22nd Bombardment Group USAAF, 1942

Поставки машин в ВВС США начались в 1941 году, но они сопровождались рядом неполадок и аварий во время лётных испытаний. Сначала бомбардировщиками В-26А начали комплектовать 22-ю бомбардировочную группу. Группа приступила к переброске своих самолётов в Австралию как раз в тот день, когда сотни японских бомбардировщиков атаковали Пёрл-Харбор.
Первую боевую операцию «Мародёры» провели в апреле 1942 года над Новой Гвинеей.
«Мародёр» имел боевые потери менее 1 %.
По договору о ленд-лизе Королевские военно-воздушные силы Великобритании также получили 522 машины. В Великобританию первые В-26 прибыли в феврале 1943 года, однако понесли тяжёлые потери в первых же вылетах. 17 мая 1943 года из 11 самолётов, вылетевших для нанесения удара по немецким объектам в Нидерландах, на базу вернулся только один. Состояли на службе в Королевских военно-воздушных силах Великобритании и Военно-воздушных силах Южно-Африканской Республики в Средиземноморском регионе.
По данным веб-сайта ACIG, в апреле 1950 года, во время Холодной войны, два американских B-26 было сбито советскими истребителями МиГ-15 из группировки ПВО Шанхая; по данным российских исследователей Л.Крылова и Ю.Тепсуркаева, работавших с журналами боевых действий советских частей и свидетельствами советских ветеранов, самолётов типа B-26 советские истребители в Китае не сбивали.

## Тактико-технические характеристики (B-26G)

Схема B-26.

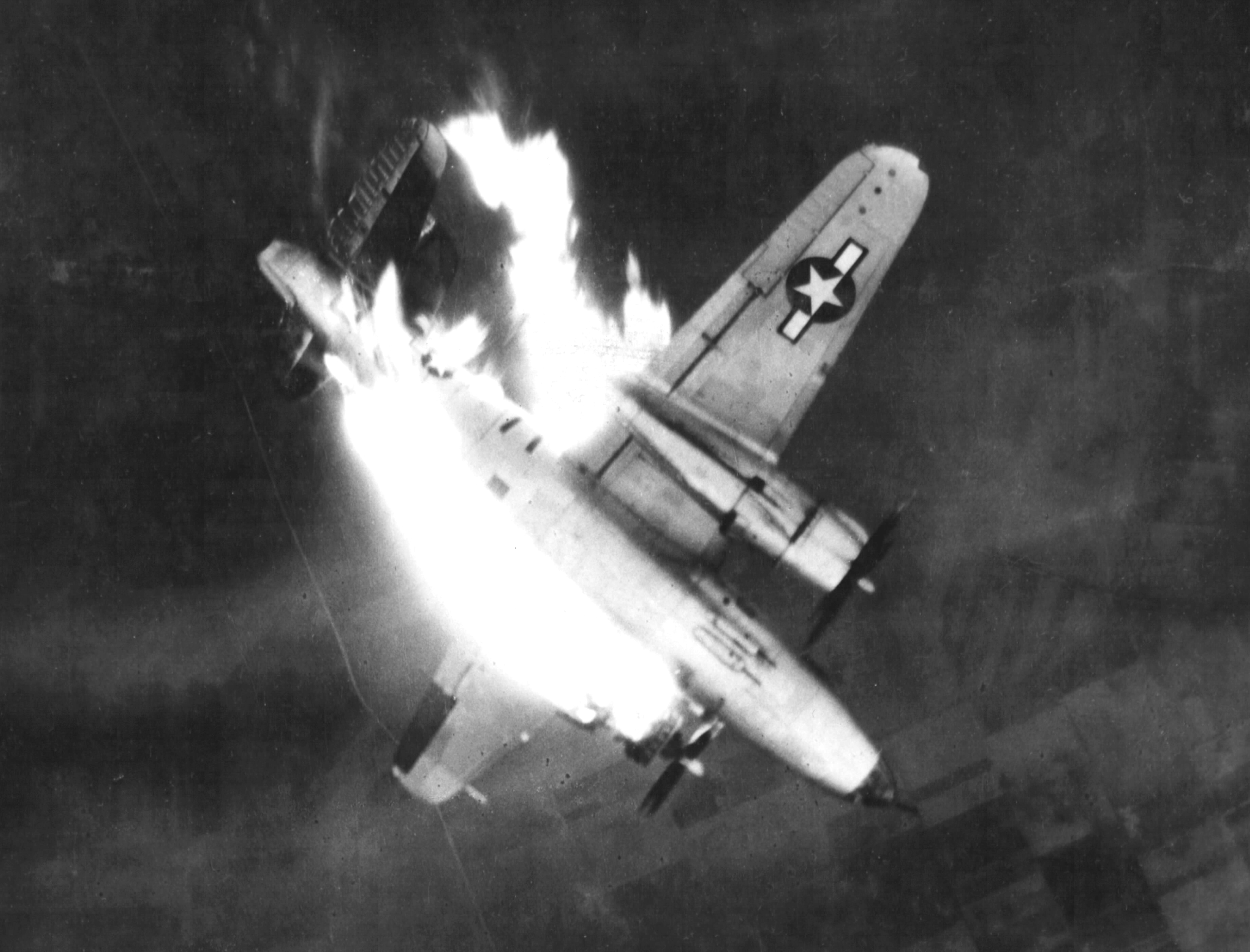
Охваченный пламенем бомбардировщик Martin B-26G-11-MA Marauder ВВС США падает после прямого попадания немецкого зенитного снаряда в левый двигатель при налёте на узел связи в Эркеленце. Февраль 1945 г.

### Технические характеристики
- Экипаж: 7: 2 пилота, штурман-бомбардир, штурман/радист, 3 стрелка
- Длина: 17,8 м
- Размах крыла: 21,65 м
- Высота: 6,55 м
- Площадь крыла: 61,1 м²
- Коэффициент удлинения крыла: 7,66
- Масса пустого: 11 476 кг
- Масса снаряженного: 17 327 кг
- Двигатели: 2× радиальных Pratt & Whitney R-2800-43 Double Wasp мощностью 1900 л. с. (1400 кВт)
- Коэффициент лобового сопротивления при нулевой подъёмной силе: 0,0314
- Эквивалентная площадь сопротивления: 1,92 м²

### Лётные характеристики
- Максимальная скорость: 455 км/ч на высоте 1525 м
- Крейсерская скорость: 358 км/ч
- Посадочная скорость: 167 км/ч
- Боевой радиус: 1850 км
- Перегоночная дальность: 4590 км
- Практический потолок: 6400 м
- Нагрузка на крыло: 228 кг/м²
- Тяговооружённость: 170 Вт/кг
- Аэродинамическое качество: 12,0

### Вооружение
- Пулемётное: 11× 12,7 мм пулемётов «Браунинг M2» (неподвижные для переднего огня, на подвижных креплениях в носовой и средней частях фюзеляжа, а также в надфюзеляжной и хвостовой турелях с электроприводом)
- Бомбовая нагрузка: 1800 кг